# Toy Soldiers (videogioco)
Toy Soldiers è un videogioco d'azione e di strategia creato da Signal Studios uscito inizialmente su Xbox Live il 3 marzo 2010 e il 27 aprile 2012 per Microsoft Windows.